# داس‌ها

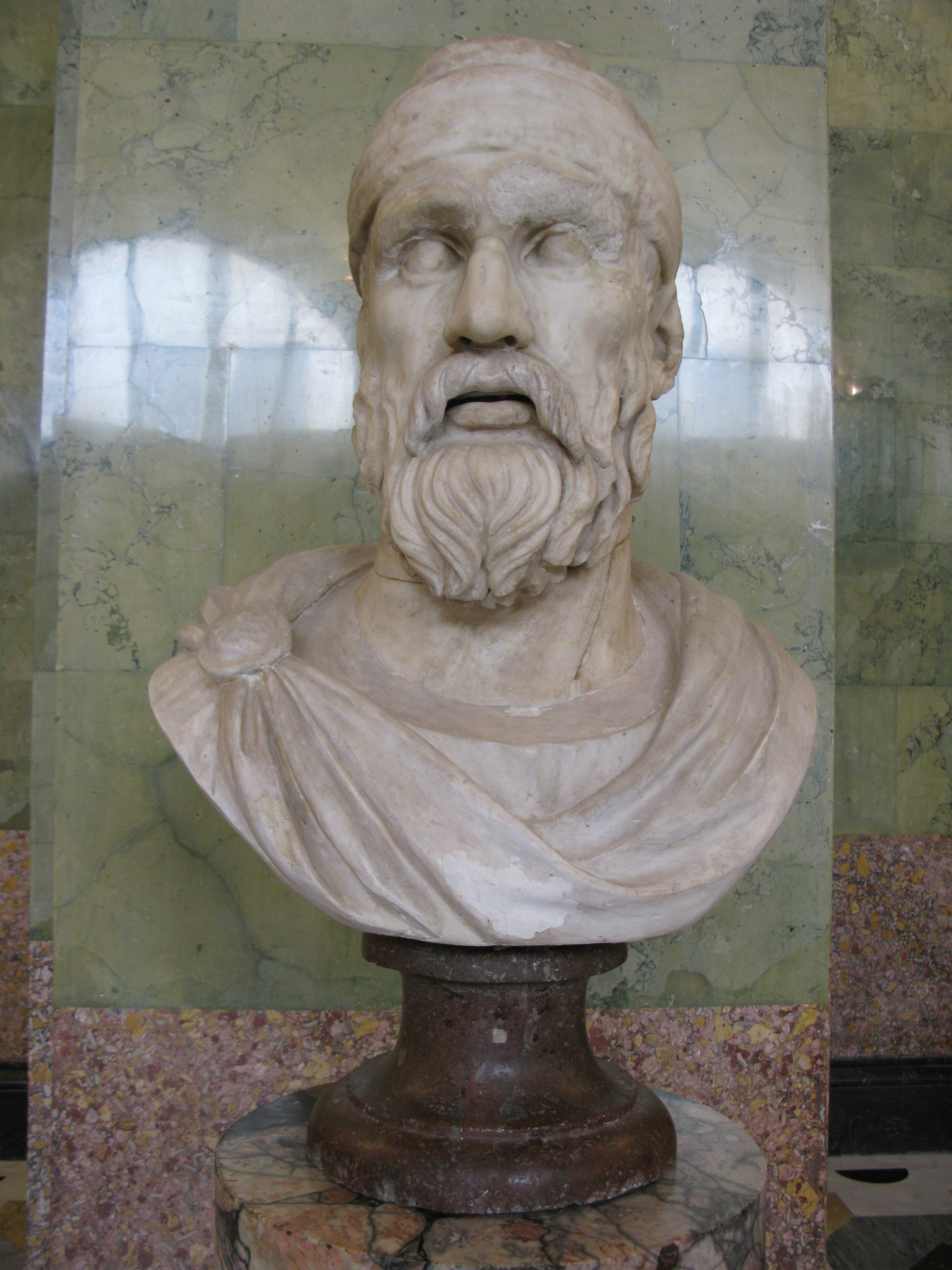
سردیسی از یک داس، مربوط به اوایل سدهٔ دوم میلادی

داس‌ها (یونانی باستان:Δάκοι، Δάοι، Δάκαι؛ لاتین: Daci؛ فرانسوی: Daces) از مردمان ایرانی تبار باستانی بودند. اینان در پیوند نزدیک با تراکیان (که خود از نژاد سرم‌ها تیره ای سکایی بودند) و چه بسا شاخه‌ای از ایشان بودند. بخشی از ایشان ساکنان منطقه‌ای به نام پادشاهی داسی بودند، در غرب دریای سیاه و مجاور کوه‌های کارپات. داکیه امروز شامل رومانی، مولداوی، بخش‌هایی از اوکراین، شرق صربستان، شمال بلغارستان، اسلواکی، مجارستان و جنوب لهستان می‌گردد. داس‌ها به زبان داسی سخن‌می‌راندند. ایشان تاثیراتی بر فرهنگ سکاها و سلتی‌ها نهادند.
جامعهٔ داسی، متشکل از دو طبقهٔ بزرگان و عامی بود. پوشاندن سر حقی بوده ویژه بزرگان. سرپوش آنان نیز کلاهی بود که یونانیان آن را فریگی می خواندند.

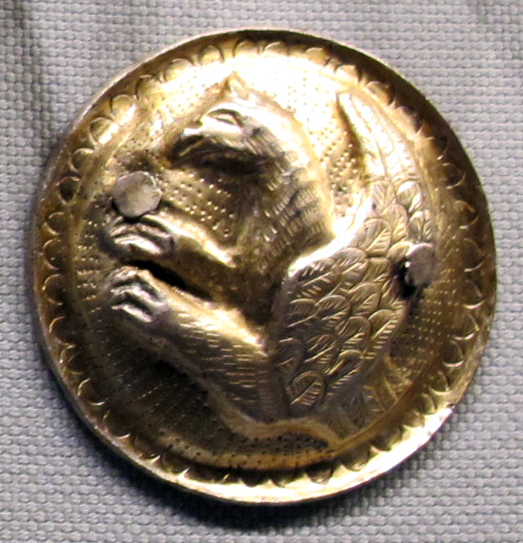
نمونهٔ هنر داس‌ها